# Insel 53

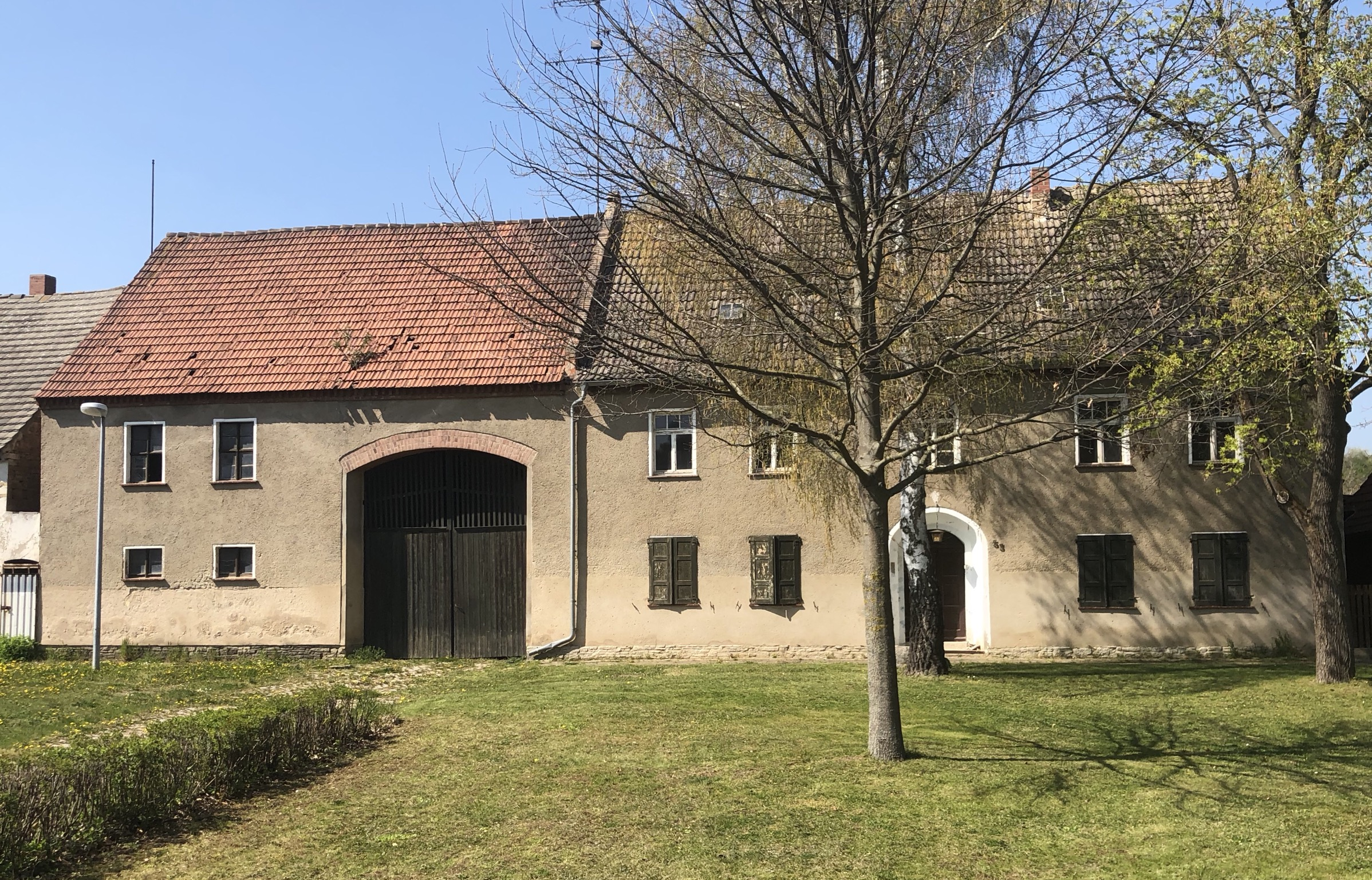
Insel 53

Insel 53 ist ein denkmalgeschützter Bauernhof in Klein Schierstedt bei Aschersleben in Sachsen-Anhalt. Der Name ergibt sich aus dem Straßennamen Insel, der wiederum von der örtlichen Binneninsel der Wipper abgeleitet ist.

## Lage
Er befindet sich im Ortszentrum des zu Aschersleben gehörenden Dorfs Klein Schierstedt. Westlich grenzt der gleichfalls denkmalgeschützte Gasthof An der alten Mühle an. Nördlich des Grundstücks verläuft die Wipper, südlich der Mühlgraben.

## Geschichte und Architektur
Der Bauernhof verfügt über ein für die Region typisches, in der Zeit um 1800 errichtetes Einheitshaus. Das quergeteilte Haus ist weitgehend im originalen Zustand erhalten. So haben sich im in der Osthälfte befindlichen Wohnbereich noch ursprüngliche Fensterläden und Fenster erhalten. Die fünfachsige ausgebildete Wohnhälfte verfügt über einen repräsentativ gestalteten, in der Mittelachse angeordneten Eingang. Durch den in der Westhälfte befindlichen Wirtschaftstrakt führt eine mit einem Segmentbogen überspannte Durchfahrt.
Im örtlichen Denkmalverzeichnis ist der Bauernhof unter der Erfassungsnummer 094 17293 als Baudenkmal verzeichnet.